# 6845 Мансурова
6845 Мансурова (6845 Mansurova) — астероїд головного поясу, відкритий 2 травня 1976 року.
Тіссеранів параметр щодо Юпітера — 3,586.
Названий на честь директора астрономічної обсерваторії Іркутського державного університету Кіри Сергіївни Мансурової, матері відомого іркутського астронома Сергія Язєва.